# Rinde Eckert
Rinde Eckert (* vor 1965) ist ein US-amerikanischer Librettist, Autor, Komponist, Regisseur und Schauspieler.

## Leben
Eckert begann seine Laufbahn in den 1980er Jahren als Librettist für den Komponisten Paul Dresher. Aus ihrer Zusammenarbeit entstanden u. a. Pioneer, Power Failure, Slow Fire und Ravenshead. Daneben komponierte er Musik zu Choreographien von Sarah Shelton Mann und Margaret Jenkins, darunter die abendfüllenden Ballette Woman, Window und Square for The Margaret Jenkins Dance Company. Sein erstes eigenes Werk für Musiktheater The Gardening of Thomas D entstand 1992. Es folgten God Created Great Whales (2001), Highway Ulysses (2003), Orpheus X (2007), Horizon (2005), An Idiot Divine, Romeo Sierra Tango und Quit This House. Werke für das Radio sind Shoot the Moving Things und Four Songs Lost in a Wall.
Seine Stücke wurden u. a. am Foundry Theatre, beim Culture Project und am Theater for a New Audience in New York sowie beim New York Theatre Workshop, am American Repertory Theatre in Cambridge, am Center Stage in Baltimore, von Cleveland’s Dobama Theatre Company und REDCAT in Los Angeles, am Roy& Edna Disney/CalArts Theater und am Berkeley Repertory Theater und in der Regie von Tony Taccone, Robert Woodruff, David Schweizer, Richard E. T. White, Ellen McLaughlin und anderen aufgeführt. Selbst führte er Regie bei der The Asia Society, am Juggernaut Theater, der Opera Piccola und seinem eigenen Paul Dresher Ensemble. 2013 leitete er die Aufführung von Eye Piece durch Studenten des Barnard College und der Opern Theotokia und The War Reporter von Jonathan Berger und Dan O’Brien.
Auf dem Gebiet der Neuen Musik schrieb Eckert I Have Stopped the Clocks für das Vokalensemble Roomful of Teeth, The Schick Machine, ein Solostück für den Perkussionisten Steven Schick,  Imaginary City für die Gruppe So Percussion, Sound Stage für das Ensemble Zeitgeist, die Musik-, Performance- und Multimediainstallation Gurs Zyklus für den Klangkünstler Trimpin und Aging Magician (komponiert von Paola Prestini). Die Aufnahme des Oratoriums Dream House (Musik von Steven Mackey) mit dem Boston Modern Orchestra Project unter Leitung von Gil Rose wurde 2010 für drei Grammys nominiert. Die Multimedia-Produktion Slide mit Steven Mackey wurde an mehreren großen Universitäten der USA  und beim Ojai Music Festival aufgeführt. Die CD-Produktion unter dem Titel Lonely Motel gewann 2011 einen Grammy als Best Small Ensemble Performance. Mit Mackey, dem Perkussionisten Jason Treuting und dem Bassisten Mark Haanstra bildet Eckert die Progrock-Gruppe Big Farm. 2017 debütierte er am Kennedy Center in Renée Flemings Konzertreihe Voices.
Eckert lebt mit seiner Frau, der Dramatikerin und Schauspielerin Ellen McLaughlin in New York.

## Diskographie
- Finding My Way Home (1992)
- Slow Fire (1992)
- Do the day over (1995)
- Story In, Story Out (1997)
- Ravenshead (1998)
- Sandhills Reunion (2004)
- Lonely Motel (2011)
- Big Farm (2013)
- Aging Magician (2017)
- The Natural World (2018)